# Tilopa
Tilopa (tyb.; sanskryt: Talika, 988-1069) – indyjski jogin, mistrz Buddyzmu Diamentowej Drogi, prekursor tybetańskiej szkoły karma kagyu.
Urodził się w bogatej rodzinie z kasty braminów, a w młodości rządził niewielkim księstwem we Wschodnich Indiach. Zainspirowany mocą indyjskich mistrzów Diamentowej Drogi, m.in. Nagardżuny, zrezygnował ze światowego życia i poświęcił się praktyce tantrycznej w świątyni Samapuri w Bengalu.
Rozpoczął następnie podróż przez Indie, pobierając nauki od wielu guru. Tilopa otrzymał od wielu mistrzów przekazy tantrycznych nauk (wyróżnia się ich cztery grupy), które skompilował w jeden zwięzły system:
- Saryapa nauczył go tummo (wewnętrznego żaru)
- Nagardżuna dał mu nauki przejrzystego światła i iluzorycznego ciała
- Lawapa nauczył go jogi snu
- Sukhasiddhi dała mu nauki o życiu, umieraniu i bardo (stanem pomiędzy odrodzeniami i przenoszenia świadomości – phowa)
- Indrabodhi nauczył go wglądu (prajna)
- Matanga nauczył go wskrzeszania umarłego ciała

Ponadto uzyskał bezpośrednie przekazy od Wadżrajogini (Wadżrawarahi) w tantrycznych wizjach tej żeńskiej formy Buddy, pogłębiając mistrzostwo w wyżej wymienionych technikach w swój unikatowy system związany z tantrami Jogi Najwyższej.
Jego najbliższym uczniem został mahasiddha Naropa, dzięki któremu przekaz ten zasłynął w Indiach, a począwszy od XI wieku rozwijał się w ramach tybetańskiej szkoły kagyu.